# حزقيال رامون لوكاس
حزقيال رامون لوكاس (بالإسبانية: Juan Ramón Lucas)‏ هو صحفي ومقدم تلفزيوني إسباني، ولد في 2 نوفمبر 1958 في مدريد في إسبانيا.

## وصلات خارجية
- حزقيال رامون لوكاس على موقع IMDb (الإنجليزية)